# My2 Cancri
My2 Cancri (μ2 Cancri, förkortad My2 Cnc, μ2 Cnc), som är stjärnans Bayer-beteckning, är en ensam stjärna i västra delen av stjärnbilden Kräftan. Den har en skenbar magnitud av 5,30 och är synlig för blotta ögat där ljusföroreningar ej förekommer. Baserat på parallaxmätning inom Hipparcosuppdraget på ca 42,9 mas, beräknas den befinna sig på ett avstånd av ca 76 ljusår (23 parsek) från solen. My2 Cancri kommer att ha sin närmaste position till solen om ca 600 000 år då den kommer att ha ett avstånd av ca 16 ljusår.

## Egenskaper
My2 Cancri är en gul till vit underjättestjärna av spektralklass G2 IV. Den har en massa som är omkring 20 procent större än solens massa, en radie som är ca 1,8 gånger solens radie och avger ca 3,5 gånger mer energi än solen från dess fotosfär vid en effektiv temperatur på ca 5 800 K.